# Maidan-Holohirskîi, Zolociv
Maidan-Holohirskîi (în ucraineană Майдан-Гологірський) este un sat în comuna Holohorî din raionul Zolociv, regiunea Liov, Ucraina.

## Demografie
Componența lingvistică a localității Maidan-Holohirskîi
     Ucraineană (100%)
Conform recensământului din 2001, toată populația localității Maidan-Holohirskîi era vorbitoare de ucraineană (100%).